# Soudal Classics 2014-2015
De Soudal Classics 2014-2015 was het 6e seizoen van een serie overkoepelende wedstrijden in het veldrijden. In de Soudal Classics werden er geen punten gegeven, noch was er een algemeen klassement of algehele eindwinnaar. 

## Erelijst

### Mannen
| Datum      | Wedstrijd                  | Cat. | Eerste               | Tweede            | Derde             |
| ---------- | -------------------------- | ---- | -------------------- | ----------------- | ----------------- |
| 27/09/2014 | Grote Prijs Neerpelt       | C2   | Sven Nys             | Klaas Vantornout  | Lars van der Haar |
| 11/11/2014 | Jaarmarktcross Niel        | C2   | Sven Nys             | Wout van Aert     | Kevin Pauwels     |
| 13/12/2014 | Scheldecross Antwerpen     | C1   | Mathieu van der Poel | Laurens Sweeck    | Tom Meeusen       |
| 21/12/2014 | Citadelcross Namen         | CDM  | Kevin Pauwels        | Lars van der Haar | Philipp Walsleben |
| 04/01/2015 | Cyclocross Leuven          | C1   | Mathieu van der Poel | Tom Meeusen       | Kevin Pauwels     |
| 25/02/2015 | Cyclocross Masters Waregem | –    | Mathieu van der Poel | Wout van Aert     | Kevin Pauwels     |

### Vrouwen
| Datum      | Wedstrijd                  | Cat. | Eerste            | Tweede             | Derde              |
| ---------- | -------------------------- | ---- | ----------------- | ------------------ | ------------------ |
| 27/09/2014 | Grote Prijs Neerpelt       | C2   | Sanne Cant        | Loes Sels          | Ellen Van Loy      |
| 11/11/2014 | Jaarmarktcross Niel        | C2   | Sanne Cant        | Jolien Verschueren | Helen Wyman        |
| 13/12/2014 | Scheldecross Antwerpen     | C1   | Sanne Cant        | Ellen Van Loy      | Loes Sels          |
| 21/12/2014 | Citadelcross Namen         | CDM  | Katerina Nash     | Marianne Vos       | Katie Compton      |
| 04/01/2015 | Cyclocross Leuven          | C1   | Sabrina Stultiens | Ellen Van Loy      | Jolien Verschueren |
| 25/02/2015 | Cyclocross Masters Waregem | –    | Sanne Cant        | Ellen Van Loy      | Sophie de Boer     |

Kampioenschappen:  Wereldkampioenschappen · 
 Europese kampioenschappen · 
 Belgische kampioenschappen · 
 Nederlandse kampioenschappen
Klassementen:  Wereldbeker · 
 Superprestige · 
 Bpost bank trofee · 
 EKZ CrossTour · 
 TOI TOI Cup ·
 Coupe de France ·
 National Trophy Series ·
 Giro d'Italia Ciclocross
Overig:  Soudal Classics
2009-2010 · 
2010-2011 · 
2011-2012 · 
2012-2013 · 
2013-2014 · 
2014-2015 · 
2015-2016 · 
2016-2017 · 
2017-2018 ·
2018-2019 · 
2019-2020